# 永楽台
永楽台（えいらくだい）は、千葉県柏市の町名。現行行政地名は永楽台一丁目から永楽台三丁目。郵便番号277-0086。

## 地理
柏市のほぼ中心にあり、柏市新柏に所在する東武野田線新柏駅の北東側に位置する。日立台・名戸ケ谷・新柏・豊住・豊四季・常盤台と隣接する。

### 地価
住宅地の地価は、2014年（平成26年）1月1日の公示地価によれば、永楽台2-4-11の地点で13万円/m2となっている。

## 歴史
- 1972年（昭和47年）- 区画整理により名戸ケ谷の一部から永楽台一・二・三丁目が成立する。

## 世帯数と人口
2017年（平成29年）10月31日現在の世帯数と人口は以下の通りである。
| 丁目         | 世帯数    | 人口    |
| ------------ | --------- | ------- |
| 永楽台一丁目 | 500世帯   | 1,104人 |
| 永楽台二丁目 | 319世帯   | 749人   |
| 永楽台三丁目 | 362世帯   | 878人   |
| 計           | 1,181世帯 | 2,731人 |

## 小・中学校の学区
市立小・中学校に通う場合、学区は以下の通りとなる。
| 丁目         | 番地 | 小学校             | 中学校             |
| ------------ | ---- | ------------------ | ------------------ |
| 永楽台一丁目 | 全域 | 柏市立柏第八小学校 | 柏市立柏第四中学校 |
| 永楽台二丁目 | 全域 | 柏市立柏第八小学校 | 柏市立柏第四中学校 |
| 永楽台三丁目 | 全域 | 柏市立柏第八小学校 | 柏市立柏第四中学校 |

## 交通
東武野田線新柏駅が最寄り駅となる。永楽台を通る路線バスは存在しない。なお、路線再編で永楽台を経由しなくなる以前の2013年4月-10月にはイオンモール柏へのシャトルバスが永楽台近隣センター前に停車していた。

## 施設
- 永楽台近隣センター - 永楽台近隣センターでは、1981年より福島県南会津郡只見町との交流を行っている。これがきっかけで、1994年に只見町が柏市の姉妹友好都市となった[7]。現在では永楽台近隣センターでのイベントへの参加のほかにも、柏まつりなどのイベントに参加している。
  - 柏市永楽台公民館
  - 柏市立永楽台図書館
  - 柏市立永楽台児童センター
- 柏市立柏第八小学校
- 永楽台近隣公園